# Robert Culp
Robert Martin Culp (Oakland, Kalifornia, USA, 1930. augusztus 16. – Los Angeles, Kalifornia, 2010. március 24.) amerikai színész, szinkronszínész, rendező és forgatókönyvíró.

## Fiatalkora
Robert Martin Culp néven született 1930. augusztus 16-án, a kaliforniai Oaklandben, Crozier Cordell Culp ügyvéd és Bethel Martin (Collins) Culp gyermekeként. A Berkeley High Schoolban érettségizett, ahol rúdugró volt és a második helyet szerezte meg az 1947-es CIF California State Meet nevű bajnokságon. Ezt követően a University of the Pacific, a Washington University in St. Louis, majd a Washingtoni Egyetem Drámaintézet hallgatója lett, de tudományos fokozatot nem szerzett.

## Pályafutása
Színészi pályafutását 1953-ban az off-Broadwayn kezdte.
Culp széles körben televíziós munkájáról vált ismertté. Első főszerepét 1957 és 1959 között a Trackdown westernsorozatban kapta, Hoby Gilman megformálójaként. Nemzetközi hírnevét Kelly Robinson titkos ügynök megformálásával szerezte az I Spy című kém-vígjátéksorozatban. A sorozat hét epizódját forgatókönyvíróként is jegyzi, amelyek közül az egyiket ő maga is rendezte. Később írt még forgatókönyveket más televíziós sorozatokhoz is, például a Trackdown két epizódjához.
Vendégszerepelt a Columbo három epizódjában mint gyilkos (1971-73 között). A Columbo a rendőrakadémián című részben 1990-ben már pozitív szerepet kapott.

## Magánélete
Ötször nősült, házasságaiból három fia, Joshua (1958), Jason (1961), Joseph (1963), valamint két lánya, Rachel (1964) és Samantha (1982) született. 1967-ben feleségül vette France Nuyen francia–amerikai színésznőt, az I Spy forgatásán ismerkedtek meg, amikor későbbi neje egy epizódban vendégszerepelt. Unokája, Elmo Kennedy O'Connor, művésznevén Bones rapper.
Közeli barátja volt Hugh Hefner, akivel gyakran pókerezett és a Playboy Mansionba is sokszor ellátogatott.

## Halála
Halála előtt gyakran sétált a Runyon Canyon parkban, mely Hollywood Hills-i lakásához van közel. 2010. március 24. reggelén sétára indult, később egy fiatal kocogó talált rá a járdán eszméletlenül fekvő színészre, közel a Canyon park alsó bejáratához. A kiérkező rendőrök és mentősök nem tudták újraéleszteni. Culpot a hollywoodi presbiteriánus Medical Centerbe vitték, de minden igyekezetük ellenére az újraélesztés ott is sikertelen volt, és körülbelül 11 órakor hunyt el, 79 éves korában. Az első jelentések szerint a rendőrség Culpot feltűnő helyzetben találta meg, kisebb vágással a fején. A következő jelentésekből viszont kiderült, hogy szívroham miatt esett össze.
2010. április 10-én megemlékezést tartottak a tiszteletére a Los Angeles-i Grauman's Egyptian Theatre filmszínházban. A Sunset View Cemeteryben temették el, amely a kaliforniai El Cerritóban található, nem messze szülővárosától.

## Filmográfia

### Film
| Év   | Magyar cím                   | Eredeti cím                         | Szerep                               | Magyar hang    |
| ---- | ---------------------------- | ----------------------------------- | ------------------------------------ | -------------- |
| 1963 |                              | PT 109                              | George 'Barney' Ross                 |                |
| 1963 | Vasárnap New Yorkban         | Sunday in New York                  | Russ Wilson                          | Ujréti László  |
| 1963 |                              | The Raiders                         | James Butler 'Wild Bill' Hickok      |                |
| 1964 |                              | Rhino!                              | Dr. Jim Hanlon                       |                |
| 1969 | Bob és Carol és Ted és Alice | Bob & Carol & Ted & Alice           | Bob Sanders                          | Rajkai Zoltán  |
| 1971 |                              | Hannie Caulder                      | Thomas Luther Price                  |                |
| 1972 | Hickey és Boggs              | Hickey & Boggs                      | Frank Boggs                          |                |
| 1973 |                              | A Name for Evil                     | John Blake                           |                |
| 1974 | A partra vetett cowboy       | The Castaway Cowboy                 | Calvin Bryson                        | Fülöp Zsigmond |
| 1975 | Aranyszöktetés               | Inside Out                          | Sly Wells                            |                |
| 1976 | Égi lovasok                  | Sky Riders                          | Jonas Bracken                        | Szokolay Ottó  |
| 1976 |                              | Breaking Point                      | Frank Sirrianni                      |                |
| 1976 | A kétbalkezes és az örömlány | The Great Scout & Cathouse Thursday | Jack Colby                           | Szokolay Ottó  |
| 1976 | A kétbalkezes és az örömlány | The Great Scout & Cathouse Thursday | Jack Colby                           | Haagen Imre    |
| 1976 | Száguldás gyilkosságokkal    | Silver Streak                       | FBI-ügynök (stáblistán nem szerepel) |                |
| 1979 |                              | Goldengirl                          | Steve Esselton                       |                |
| 1982 | Bolond mozi mozibolondoknak  | National Lampoon's Movie Madness    | Paul Everest                         | Barbinek Péter |
| 1982 | Bolond mozi mozibolondoknak  | National Lampoon's Movie Madness    | Paul Everest                         | Bolla Róbert   |
| 1985 |                              | Turk 182                            | Tyler polgármester                   |                |
| 1987 | Keresztanya 2.               | Big Bad Mama II                     | Daryl Pearson                        | Szersén Gyula  |
| 1989 |                              | Pucker Up and Bark Like a Dog       | Gregor                               |                |
| 1991 | Időzített bomba              | Timebomb                            | Mr. Phillips                         | Barbinek Péter |
| 1993 | A Pelikán ügyirat            | The Pelican Brief                   | amerikai elnök                       | Juhász Jácint  |
| 1995 | A fekete párduc              | Panther                             | Charles Garry                        |                |
| 1995 | Xtro 3.                      | Xtro 3: Watch the Skies             | Guardino őrnagy                      | Tolnai Miklós  |
| 1996 | Drágám, add az életed!       | Spy Hard                            | üzletember                           | Szokolay Ottó  |
| 1996 | Bérenc                       | Mercenary                           | McClean                              | Perlaki István |
| 1996 | Bérenc                       | Mercenary                           | McClean                              | Csuha Lajos    |
| 1997 | Különösen veszélyes          | Most Wanted                         | Dr. Donald Bickhart                  | Orosz István   |
| 1998 |                              | Wanted                              | Patrick atya                         |                |
| 1999 |                              | Unconditional Love                  | Karl Thomassen                       |                |
| 2000 |                              | Dark Summer                         | Winston bíró                         |                |
| 2000 | Viszlát, szerelmem           | Farewell, My Love                   | Michael Reilly                       |                |
| 2000 |                              | Newsbreak                           | McNamara bíró                        |                |
| 2001 |                              | Hunger                              | főnök                                |                |
| 2004 |                              | The Almost Guys                     | ezredes                              |                |
| 2005 | Mennyből az ördög            | Santa's Slay                        | Yuleson nagypapa                     |                |
| 2010 |                              | The Assignment                      | Blakesley                            |                |

### Televízió

#### Tévéfilm
| Év   | Magyar cím                                       | Eredeti cím                                   | Szerep                       | Magyar hang    |
| ---- | ------------------------------------------------ | --------------------------------------------- | ---------------------------- | -------------- |
| 1958 |                                                  | Now Is Tomorrow                               | David Blair százados         |                |
| 1964 |                                                  | The Movie Maker                               | Peter Furgatch               |                |
| 1964 |                                                  | The Hanged Man                                | Harry Pace                   |                |
| 1971 |                                                  | See the Man Run                               | Ben Taylor                   |                |
| 1973 |                                                  | A Cold Night's Death                          | Robert Jones                 |                |
| 1973 |                                                  | The Lie                                       | Lawrence                     |                |
| 1973 |                                                  | Outrage                                       | Jim Kiler                    |                |
| 1974 |                                                  | Houston, We've Got a Problem                  | Steve Bell                   |                |
| 1974 |                                                  | Give Me Liberty                               | John Freeborn                |                |
| 1974 | Furcsa hazatérés                                 | Strange Homecoming                            | Jack Halsey                  |                |
| 1975 |                                                  | A Cry for Help                                | Harry Freeman                |                |
| 1976 | Árvíz                                            | Flood!                                        | Steve Brannigan              |                |
| 1977 |                                                  | Spectre                                       | William Sebastian            |                |
| 1978 |                                                  | Last of the Good Guys                         | Nichols őrmester             |                |
| 1979 |                                                  | Women in White                                | Anthony Broadhurst           |                |
| 1979 |                                                  | Hot Rod                                       | T.L. Munn                    |                |
| 1980 |                                                  | The Night the City Screamed                   | Frank McGuire                |                |
| 1981 |                                                  | Killjoy                                       | Lou Corbin                   |                |
| 1982 |                                                  | Thou Shalt Not Kill                           | Steve Nevins                 |                |
| 1984 |                                                  | Her Life as a Man                             | Dave Fleming                 |                |
| 1984 | Gyilkosság naptár alapján                        | Calendar Girl Murders                         | Richard Trainor              |                |
| 1985 |                                                  | Brothers-in-Law                               | Winston Goodhue              |                |
| 1985 | Kulcs a Manderley-házhoz, avagy fedőneve Rebecca | The Key to Rebecca                            | Erwin Rommel tábornok        | Szokolay Ottó  |
| 1986 | A gladiátor                                      | The Gladiator                                 | Frank Mason hadnagy          | Papp János     |
| 1986 | A kék villám                                     | The Blue Lightning                            | Lester McInally              | Perlaki István |
| 1986 | Ketten a hadsereg ellen                          | Combat High                                   | Edward 'Ed' Woods tábornok   | Koroknay Géza  |
| 1988 |                                                  | What Price Victory                            | Billy Bob Claiborne          |                |
| 1990 | A terror útja                                    | Voyage of Terror: The Achille Lauro Affair    | Davies tábornok              | Szélyes Imre   |
| 1990 | Perry Mason – A pimasz lány esete                | Perry Mason: The Case of the Defiant Daughter | Richard Stuart               | Kajtár Róbert  |
| 1990 | Columbo a rendőrakadémián                        | Columbo: Columbo Goes to College              | Jordan Rowe                  | Szokolay Ottó  |
| 1991 | Gyilkos látomás                                  | Murderous Vision                              | Dr. Bordinay                 | Perlaki István |
| 1994 | A kémek visszatérnek                             | I Spy Returns                                 | Kelly Robinson               | Perlaki István |
| 1995 | Három tökjó bűnbeesés                            | National Lampoon's Favorite Deadly Sins       | Noble Hartot alakító színész |                |
| 2000 | Nehéz választás                                  | Running Mates                                 | Parker Gable szenátor        |                |

#### Sorozat
- 2007 - Robot Chicken (TV Sorozat) Bill Maxwell / Sheriff of Nottingham
- 2005 - Steve McQueen: Mitől sikeres? (Steve McQueen: The Essence of Cool)
- 2005 - Early Bird
- 2003 - A holtsáv (TV Sorozat) ... Jeffrey Grissom
- 2000 - Chicago Hope kórház (TV Sorozat) ... Benjamin Quinn
- 1999 - Cosby (TV Sorozat) ... Scott Kelly
- 1998 - Holding the Baby (TV Sorozat)
- 1998 - Conan, a kalandor (TV Sorozat) ... King Vog
- 1997 - Halálbiztos diagnózis (TV Sorozat) ... Dane Travis
- 1997 - Száguldó vipera (TV Sorozat) ... Mark Bishop
- 1997 - Kémpárbaj (TV Sorozat) ... Crazed Terrorist
- 1996-2004 - Szeretünk, Raymond (TV Sorozat) ... Warren
- 1995-1996 - Gargoyles (TV Sorozat) ... Halcyon Renard
- 1995 - Burke's Law (TV Sorozat) ... Hiram Waters
- 1995 - Lois és Clark: Superman legújabb kalandjai (TV Sorozat) ... Mr. Darryl
- 1995 - Walker, a texasi kopó (TV Sorozat) ... Lyle Pike
- 1994 - Wings (TV Sorozat) ... Ace Galvin
- 1994 - A dadus (TV Sorozat) ... Stewart Babcock
- 1993 - Quinn doktornő (TV Sorozat) ... Elias Jackson
- 1990 - Ray Bradbury színháza (TV Sorozat) ... John Hathaway
- 1990 - Öreglányok (TV Sorozat) ... Simon
- 1989 - Ki a főnök? (TV Sorozat) ... Jason
- 1989 - Doctor Doctor (TV Sorozat) ... Hoey Babcock
- 1987-1991 - Jake meg a dagi (TV Sorozat) ... Harrison Gregg
- 1987 - Matlock (TV Sorozat) ... Robert Irwin
- 1987 - Út a mennyországba (TV Sorozat) ... Ronald James
- 1986-1987 - Hotel (TV Sorozat) ... Daniel Kingsford / Paul Fitzgerald
- 1986 - Gyilkos sorok (TV Sorozat) ... Norman Amberson
- 1980 - Szerelemhajó (TV Sorozat) ... Major Ross Latham
- 1980 - Az álomgyár (The Dream Merchants) ... Henry Farnum
- 1979 - Az arany lány ... Steve Esselton
- 1978 - Last of the Good Guys ... Sgt. Nichols
- 1976 - Cserkészjátékok (The Great Scout and Cathouse Thursday) ... Jack Colby
- 1975-1979 - Police Story (TV Sorozat) ... Detective John Darrin / Sergeant Price
- 1974 - Furcsa hazatérés ... Jack Halsey
- 1973 - Columbo - Kettős vágás (Columbo: Double Exposure) ... Dr. Bart Keppel
- 1972 - Columbo - A döntő játszma (Columbo: The Most Crucial Game) ... Paul Hanlon
- 1971 - Columbo - Besegít a halál (Columbo: Death Lends a Hand) ... Brimmer
- 1968 - A balfácán (TV Sorozat) ... Waiter
- 1965-1969 - I Spy (TV Sorozat) ... Kelly Robinson / Chuang Tzu
- 1965 - Mr. Novak (TV Sorozat) ... Frank Menlow
- 1964 - Gunsmoke (TV Sorozat) ... Joe Costa
- 1964 - Ben Casey (TV Sorozat) ... Eric Morgan / Neil Herrick
- 1964 - Rhino! ... Dr. Hanlon
- 1963-1965 - Dr. Kildare (TV Sorozat) ... Dr. Jesse Hartwood / Matt Hendricks
- 1963 - Combat! (TV Sorozat) ... Sgt. John Metcalf
- 1963 - Naked City (TV Sorozat) ... Richard Calder
- 1962 - Sammy, a bajkeverő fóka (Sammy, the Way-Out Seal) ... Chester Loomis
- 1962 - Wagon Train (TV Sorozat) ... Baylor Crofoot
- 1961 - The Americans (TV Sorozat) ... Finletter
- 1961 - The Detectives (TV Sorozat) ... Herbert Sanders
- 1961 - Rawhide (TV Sorozat) ... Craig Kern
- 1961 - Hennesey (TV Sorozat) ... Dr. Steven Gray
- 1960-1962 - The Rifleman (TV Sorozat) ... Dave Foley / Colly Vane
- 1960 - Johnny Ringo (TV Sorozat) ... Clay Horne
- 1960 - Tate (TV Sorozat) ... Tom Sandee
- 1960 - General Electric Theater (TV Sorozat) ... Captain Masters
- 1960 - The DuPont Show with June Allyson (TV Sorozat) ... Stuart Douglas
- 1957-1959 - Trackdown (TV Sorozat) ... Hoby Gilman
- 1957 - Alfred Hitchcock Presents (TV Sorozat) ... Clarence
- 1957 - Robert Montgomery Presents (TV Sorozat) ... Sam Bullock
- 1956 - Playwrights '56 (TV Sorozat) ... Clint
- 1956 - Star Tonight (TV Sorozat) ... Professor Teeling
- 1955 - NBC Television Opera Theatre (TV Sorozat)
- 1953 - You Are There (TV Sorozat) ... Xenophon

## Fordítás
- Ez a szócikk részben vagy egészben  a   Robert Culp című angol Wikipédia-szócikk fordításán alapul.  Az eredeti cikk szerkesztőit annak laptörténete sorolja fel. Ez a jelzés csupán a megfogalmazás eredetét és a szerzői jogokat jelzi, nem szolgál a cikkben szereplő információk forrásmegjelöléseként.